# Vysoké Tatry
Vysoké Tatry (Høje Tatra) er en by og kommune i regionen Prešov i det nordlige Slovakiet, beliggende i Tatrabjergene. Byen har et areal på 380,216 km² og en befolkning på 4.802 indbyggere (2005).

## Eksterne links
- Officielle hjemmeside

- Wikimedia Commons har flere filer relateret til Vysoké Tatry